# Wilhelm Ropers
Wilhelm Ropers (* 2. Dezember 1908 in Hamburg; † 22. Dezember 1949 ebenda) war ein deutscher Politiker der SPD.

## Leben und Beruf
Ropers wuchs in Barmbek auf und absolvierte, im Anschluss an den Besuch der Volksschule, die Lehre zum Schmied, welche er 1927 abschloss. Danach arbeitete er in unterschiedlichen Betrieben, darunter die Schiffswerft Blohm + Voss. 1930 wechselte er in die Position des Buchhalters. Ab 1933 war er als Zeitungsvertreter und Stundenbuchhalter tätig.
In dieser Zeit beteiligte er sich am sozialdemokratischen Widerstand, er gehörte dem engeren Führungskreis des illegalen Landesvorstands um Walter Schmedemann an und baute einen Nachrichtendienst auf. Am 20. Oktober 1934 wurde er von der Gestapo verhaftet und daraufhin schwer misshandelt. Am 18. Juni 1935 verurteilte ihn das Sondergericht beim Strafsenat des Hanseatischen Oberlandesgerichts wegen illegaler Betätigung und Vorbereitung (Verstoß gegen das Gesetz gegen die Neubildung von Parteien) zum Hochverrat zu einem Jahr und zehn Monaten Zuchthaus. Diese Haftstrafe verbrachte er in Bremen-Oslebshausen. Nach Ablauf der Haft wurde er, zusammen mit Walter Schmedemann und Helmut Weidt, ins KZ Sachsenhausen überführt, wo er weitere eineinhalb Jahre in Haft saß. Am 18. März 1938 erfolgte seine endgültige Entlassung.
Ropers war von seiner Haft gesundheitlich schwer angeschlagen, ein Jahr lang war er krank. Sein Bestreben, sich beruflich fortzubilden, blieb ohne Erfolg: zweimal verwehrte ihm die Gauwirtschaftskammer die Zulassung zur Meisterprüfung im Maschinenbau aus politischen Gründen. 1941 nahm er eine Tätigkeit als Werkmeister bei der Firma Paul Wagner auf, nach dem Ende des NS-Regimes wurde er Mitinhaber der Firma Ropers & Wagner.
Wilhelm Ropers kam am 22. Dezember 1949 bei einem Straßenbahnunfall ums Leben, wenige Wochen nach seinem Ausscheiden aus der Bürgerschaft.

## Politik
1927 trat Ropers in die SPD ein, in der er die Position des Bezirksführers innehatte. Er gehörte zudem dem Metallarbeiter-Verband und dem Reichsbanner an. Nachdem die Partei 1933 verboten wurde, trat er 1945 in die wiedergegründete SPD ein und beteiligte sich am demokratischen Wiederaufbau. In der SPD war er Vorsitzender des Kreises V (Stadtteile Wohldorf-Ohlstedt, Duvenstedt, Bergstedt, Lemsahl-Mellingstedt und Volksdorf) und gehörte als solcher dem Landesvorstand der SPD Hamburg an. 1946 wurde er in die erste Hamburgische Bürgerschaft der Nachkriegszeit gewählt, der er bis zum Ende der Wahlperiode Ende 1949 angehörte.